# Wladislaw Petrowitsch Krapiwin

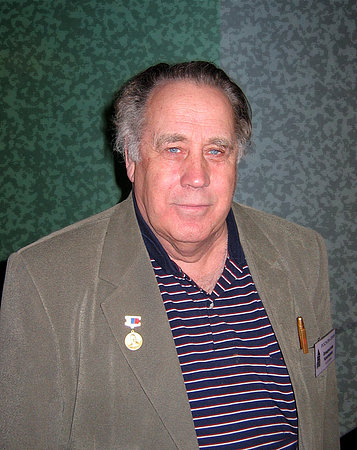
Wladislaw Krapiwin

Wladislaw Petrowitsch Krapiwin (russisch Владислав Петрович Крапивин, wiss. Transliteration Vladislav Petrovič Krapivin; * 14. Oktober 1938 in Tjumen, Russische SFSR, UdSSR; † 1. September 2020 in Jekaterinburg) war ein russischer Schriftsteller, Autor vieler Bücher für und über Kinder und Jugendliche, unter anderem auch des fantastischen Genres.

## Biografie
Krapiwin studierte Journalistik an der Staatlichen Universität des Ural (Уральский государственный университет), arbeitete für die Zeitung „Wetscherni Swerdlowsk“ (Вечерний Свердловск) und die Zeitschrift „Uralski Sledopyt“ (Уральский следопыт).
1961 gründete er die Kinder- und Jugendlichengruppe „Karawella“ (Каравелла), die sich mit Journalistik, Segelschifffahrt und Fechten beschäftigte, und leitete diese anschließend über 30 Jahre. Seit 1965 stand die Gruppe unter der Patenschaft der Zeitschrift „Pioner“ (Пионер).
Krapiwins erstes Buch (Die Fahrt des „Orions“ – Рейс „Ориона“) wurde 1962 veröffentlicht. Insgesamt gab es über 200 Ausgaben seiner Werke, er wurde mit zahlreichen sowjetischen und russischen Literaturpreisen ausgezeichnet. Mehrere seiner Bücher wurden verfilmt und inszeniert.
Seit 2007 lebte er in Tjumen und war Professor der Literatur an der dortigen Staatlichen Universität.

## Übersetzungen ins Deutsche
- Sterne unterm Regen. (Звёзды под дождем u. a.). [Enthält vier Erzählungen.] Aus dem Russischen von Karl Alexander und Lieselotte Remané. Berlin: Kinderbuchverlag, 1971. 221 Seiten.
- Kondor und Fregatte. (Та сторона, где ветер.) Aus dem Russischen von Lieselotte Remané. Berlin: Kinderbuchverlag, 1974. 332 Seiten.
- Der Pfeil in der Birke. (Оруженосец Кашка.) Aus dem Russischen von Lieselotte Remané. Berlin: Kinderbuchverlag, 1974. 218 Seiten.
- Die zerplatzte Riesenmelone und andere bezaubernde Geschichten aus dem russischen Kinderalltag. Aus dem Russischen von Karl Alexander und Lieselotte Remané. Würzburg: Arena-Verlag, 1974. 97 Seiten. ISBN 3-401-01243-6.
- Steig, Drachen, steig! Aus dem Russischen von Karl Alexander. Würzburg: Arena-Verlag, 1975. 146 Seiten. ISBN 3-401-01265-7.
- Der Schatten der Karavelle. (Тень Каравеллы.) Aus dem Russischen von Lieselotte Remané. Berlin: Kinderbuchverlag, 1978. 216 Seiten.
- Ein Wiegenlied für den Bruder. (Колыбельная для брата.) Aus dem Russischen von Lieselotte Remané. Berlin: Kinderbuchverlag, 1983. 188 Seiten.
- Fliegende Märchen. (Летящие Сказки.) Aus dem Russischen von Thea-Marianne Bobrowski. Moskau: Raduga-Verlag, 1987. 239 Seiten. ISBN 5-05-001331-3.

## Sonstiges
Sergei Lukjanenko sagte, dass er seine Bücher „Anlegestelle der gelben Schiffe“ (Пристань жёлтых кораблей), „Die Ritter der vierzig Inseln“ (Рыцари сорока островов) und „Der Junge und die Finsternis“ (Мальчик и тьма) unter dem Einfluss von Krapiwins Werken schrieb. Auch drückte er seinen Respekt dem Schriftsteller Krapiwin gegenüber mehrfach öffentlich aus.